# Seližarovo
Seližarovo (in russo Селижа́рово?) è un insediamento di tipo urbano della Russia europea nell'oblast' di Tver'; è il centro amministrativo del rajon Seližarovskij.
Si trova su entrambe le sponde del Volga, 189 km a ovest di Tver'.